# 서일옥
서일옥(1951년~)은 한국 시조시인이다. 1990년 시인으로 등단한 이후 소외된 이들에 대한 관심을 바탕으로 한국 사회에 대한 냉혹한 묘사가 담긴 '사실주의'시조를 써왔다.